# Križovany nad Dudváhom
Križovany nad Dudváhom este o comună slovacă, aflată în districtul Trnava din regiunea Trnava. Localitatea se află la altitudinea de 132 m deasupra n.m., se întinde pe o suprafață de 10,26 km2 și în 2017 număra 1.818 locuitori.

## Istoric
Localitatea Križovany nad Dudváhom este atestată documentar din 1296.

## Demografie
| An:                | 1994 | 2004   | 2014   | 2024   |
| ------------------ | ---- | ------ | ------ | ------ |
| Număr de persoane: | 1763 | 1758   | 1816   | 1797   |
| Diferență:         |      | −0,28% | +3,29% | −1,04% |

| An:                | 2023 | 2024   |
| ------------------ | ---- | ------ |
| Număr de persoane: | 1767 | 1797   |
| Diferență:         |      | +1,69% |